# Sceliotrachelinae
Sous-famille
Les Sceliotrachelinae sont une famille d'insectes de l'ordre des hyménoptères.

## Liste des genres
Selon ITIS (23 avril 2019) :
- genre Afrisolia Masner & Huggert, 1989
- genre Aleyroctonus Masner & Huggert, 1989
- genre Alfredella Masner & Huggert, 1989
- genre Allotropa Förster, 1856
- genre Amitus Haldeman, 1850
- genre Aphanomerella Dodd, 1913
- genre Aphanomerus Perkins, 1905
- genre Austromerus Masner & Huggert, 1989
- genre Calomerella Masner & Huggert, 1989
- genre Errolium Masner & Huggert, 1989
- genre Fidiobia Ashmead, 1894
- genre Helava Masner & Huggert, 1989
- genre Isolia Förster, 1878
- genre Nanomerus Masner & Huggert, 1989
- genre Neobia Masner & Huggert, 1989
- genre Oligomerella Masner & Huggert, 1989
- genre Parabaeus Kieffer, 1910
- genre Platygastoides Dodd, 1913
- genre Platystasius Nixon, 1937
- genre Plutomerus Masner & Huggert, 1989
- genre Pseudaphanomerus Szelényi, 1941
- genre Pulchrisolia Szabó, 1959
- genre Sceliotrachelus Brues, 1908
- genre Tetrabaeus Kieffer, 1912
- genre Zelamerus Masner & Huggert, 1989
- genre Zelandonota Masner & Huggert, 1989